# Dolichopoda lycia
Dolichopoda lycia är en insektsart som först beskrevs av Galvagni 2006.  Dolichopoda lycia ingår i släktet Dolichopoda och familjen grottvårtbitare. Inga underarter finns listade i Catalogue of Life.